# ドイヤーズ・ストリート
座標: 北緯40度42分52秒 西経73度59分53秒 / 北緯40.714354度 西経73.998102度
ドイヤーズ・ストリート  (Doyers Street) は、ニューヨーク市マンハッタン区チャイナタウンの中心にある通り。1ブロック分だけの通りで、途中でカーブしている。全長200フィート（60メートル）ほどで、ペル・ストリート (Pell Street) から南へ入り、途中から南東に曲がってチャタム・スクエアに抜ける。通りに沿って、レストランが立ち並び、6番地にはアメリカ合衆国郵便公社のチャイナタウン郵便局がある。
13番地の南華茶室 (Nom Wah Tea Parlor) は、1927年から当地で営業を続けている。ほかにも、18番地のティングス・ギフト・ショップ (Ting's Gift Shop) などが老舗として知られている。この通りはまた、理容店や美容室でもよく知られている。

## 歴史

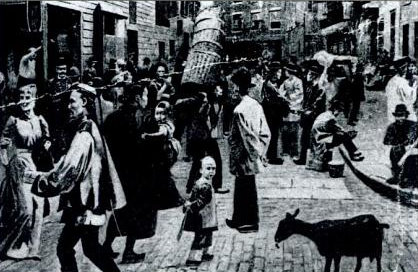
1898年の絵はがきに描かれたドイヤーズ・ストリート

通りの名の由来となった、ヘンドリック・ドイヤー (Hendrik Doyer) は、18世紀のオランダからの移民で、1791年にバワリーに面した土地を購入し、現在の郵便局の場所に蒸留酒製造所を設け、バワリーに面した角に「プラウ・アンド・ハロー（Plough and Harrow：「犂と馬鍬」の意）」という酒場を開いた。1893年から1911年まで、5-7番地には中国語専門の劇場があった。劇場の建物は、後にバウリーのホームレスの人々の救援施設に転用されている。この劇場は、1903年に起きたキシナウのユダヤ人虐殺（ポグロム）の際に、中国系住民たちが犠牲者たちのための義援金集めを行なった場所であった。
20世紀はじめには、中国系のギャングであるトング（堂） (Tong) が抗争を繰り返すことから、通りの途中の角は「ザ・ブラディ・アングル（the Bloody Angle：「血塗られた角」の意）」と呼ばれ、抗争は1930年代まで続いた。抗争では鉈が武器として使われることも多く、「ハチェット・マン（hatchet man：「鉈男」の意だが、様々な意味に転用される）」という表現を生み出すことになった。1994年に、警察当局は、合衆国内の交差点等の中で、暴力的に殺された人間の数が最も多い場所は「ブラディ・アングル」であると述べた
1905年のある銃撃事件では、協勝堂 (Hip Sing Tong) が、安良堂 (On Leong Tong) のメンバーを銃撃して3人が死んだ。この銃撃は、劇場に400人が詰めかけているときに行なわれた。また、1909年のある銃撃事件では、対立関係にあった四兄弟 (Four Brothers tong)、別名 See Sing Tong のメンバーによって、安良堂のメンバー2人が撃たれ、うち1人が死んだ。この襲撃は、安良堂の1人を殺した罪で協勝堂の3人がボストンで処刑された直後に行なわれたものであった

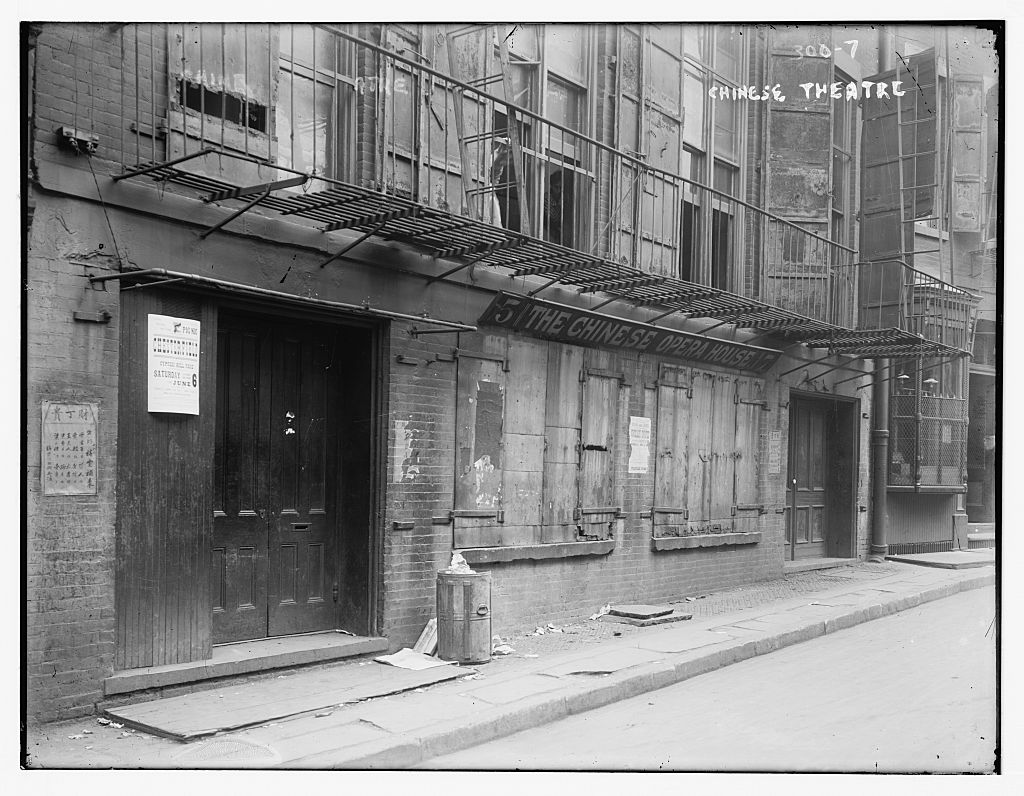
ドイヤーズ・ストリートにあったニューヨーク初の中国語専門劇場

ドイヤーズ・ストリートには、数多くの古い賃貸集合住宅 (tenement houses) があり、火災が起きることもしばしばあった。1910年には、15-17番地の建物が火災で全焼し、借家人たちから、死者4人、負傷者5人が出た。1939年にも、『ニューヨーク・タイムズ』紙が「昔のウサギ小屋」と表現した同じ建物で火災が発生し、死者7人、負傷者16人が出た。通りが狭隘であったことも消火活動の妨げとなったことから、現場に出向いた当時のニューヨーク市長フィオレロ・ラガーディアは、いつの日にかチャイナタウンは全面的に取り壊して再開発しなければならない、と述べた。
タマニー・ホール（19世紀後半から20世紀初頭にニューヨーク市政を牛耳った民主党の派閥）の一員で、20世紀はじめのチャイナタウンにおける政治的ボスであったチャック・コナーズ (Chuck Connors) は、現在は郵便局になっている6番地にあったチャタム・クラブ (the Chatham Club) に事務所を構えていた。作曲家アーヴィング・バーリンも、かつたはこのクラブで歌や演奏を披露していたと伝えられている。
H・L・メンケン (H.L. Mencken) の雑誌『American Mercury』に掲載された、1926年の記事中で、ハーバート・アシュベリー (Herbert Asbury) は、この通りが、すぐ近くで直接繋がっているチャタム・スクエアとペル・ストリートを結ぶもので、合理的な存在理由がないことを指摘し、この通りは「まったく馬鹿げた、言い訳の余地もない」存在だとしている。アシュベリーは、中国語劇場と「ブラディ・アングル」のあるドイヤーズ・ストリートを、チャイナタウンの「中枢神経」だと表現している
2011年の時点で、この通りには理容店が立ち並んでおり、15-17番地には職業紹介所があって、あらゆる民族的背景の新規移民に仕事を斡旋している
映画やテレビドラマのロケーション撮影に使用されることも多いといわれ、映画『16ブロック』（2006年）や『彼が二度愛したS』（2008年）などにも、この通りのシーンがある。